# Tozeur (délégation)
Tozeur est une délégation tunisienne dépendant du gouvernorat de Tozeur.
En 2004, elle compte 39 862 habitants dont 20 010 hommes et 19 852 femmes répartis dans 8 578 ménages et 9 524 logements.